# The Violin Maker of Cremona
The Violin Maker of Cremona é um filme mudo norte-americano de 1909 em curta-metragem, do gênero drama, dirigido por D. W. Griffith e estrelado por Mary Pickford. O filme foi baseado na peça Le luthief de Crémone, escrito por Françoise Coppée.
Cópia do filme encontra-se conservada na Biblioteca do Congresso dos Estados Unidos.